# موعد مع السعادة (فلم)
موعد مع السعادة (بالإنجليزية: Appointment with Happiness) هو فيلم دراما تم إنتاجه في مصر وصدر في سنة 1954. الفيلم من إخراج عز الدين ذو الفقار وكتابة عز الدين ذو الفقار.

## بطولة
- فاتن حمامة
- عماد حمدي

## القصة
في منطقة البحيرات تعيش إحسان مع والدها الذي يرعى منزل أحد الأثرياء والذي يحضر في أوقات متفرقة لاصطياد البط مع مجموعة من أصداقائه، تحب إحسان هذا الشاب الثري و الذي لم يشعر بحبها إلا أنه يستلفت نظره جمالها، ويعتدي عليها وهو فاقد الوعي من شرب الخمر. تكتشف أنها حامل فتهرب إلى القاهرة وتلد طفلتها، يسافر الشاب إلى الخارج لاستكمال دراسته، تعمل إحسان ممرضة في إحدى المستشفيات، يعود الشاب بعد أن أصبح طبيبًا، وتشاء الصدفة أن يعمل بنفس المستشفى، تنشأ بينهما علاقة صداقة وتخفي عنه ما حدث، يتوصل أهلها إلى مكانها ويحضرون للقصاص، تعترف أمام والدها بالحقيقة، ويتزوجها الطبيب.

## روابط خارجية
- مقالات تستعمل روابط فنية بلا صلة مع ويكي بيانات